# Chella d''e rrose
Chella d''e rrose  è una raccolta di Mario Merola.

## Tracce
- Chella d''e rrose (3:23)
- Uocchie 'e brillante (3:09)
- Scurriato schiocca (3:03)
- Vocca 'e rose (3:42)
- Marenarella (3:11)
- Vulesse addiventa' (3:21)
- Malavicina (2:47)
- Piscaturella (3:23)
- Angelaro' (3:04)
- O lupo (durate 3:55)
- Trasmette Napoli (3:40)
- O comandante (3:30)
- Malavita (4:48)
- Troppo 'nnammurato (3:44)